# Haparanda kyrka
Haparanda kyrka är en kyrkobyggnad i Haparanda. Den tillhör Haparanda församling i Luleå stift.

## Bakgrund
Den nuvarande kyrkobyggnaden, i strukturalistisk eller brutalistisk stil, kallades Rent hus av sin arkitekt Bengt Larsson vid arkitektkontoret ELLT och invigdes den 14 maj 1967. Den kom då att ersätta en kyrka med samma namn, som 14 juni 1963 totalförstördes i en brand.

## Kyrkobyggnaden
Kyrkan, som i sitt enkla uttryck avviker mot övrigt kyrkobyggande från 1960‐talet och dominerar sin omgivning, sägs vara ”byggd som ett industrihus med stålram”. Den räknas som ett huvudverk i svensk efterkrigstida arkitektur.
Byggnadens stomme är en stålram fylld med lättbetong. Den består i plan av en enhetlig, rektangulär kropp med en genomgående sal i mitten och mindre rum i hörnen. I kyrksalen höjer sig taket i ett långsträckt, spetsigt skepp med ljusinsläpp från små horisontella fönster i två våningar. Exteriörens väggpanel är i korrugerad, mörkt ärgad kopparplåt, vilket ger ett industriellt och kargt intryck. Den stilrena interiören domineras av de bärande elementen i stål som lackerats vita och lämnats blottade. Golvet är av gult stortegel med breda fogar.

### Kritik
2020 anordnade Arkitekturupproret en omröstning för att utse Sveriges fulaste byggnad. I den första regionala etappen kom Haparanda kyrka på första plats men i en andra, riksvida etapp kom byggnaden på plats 24.

## Inventarier

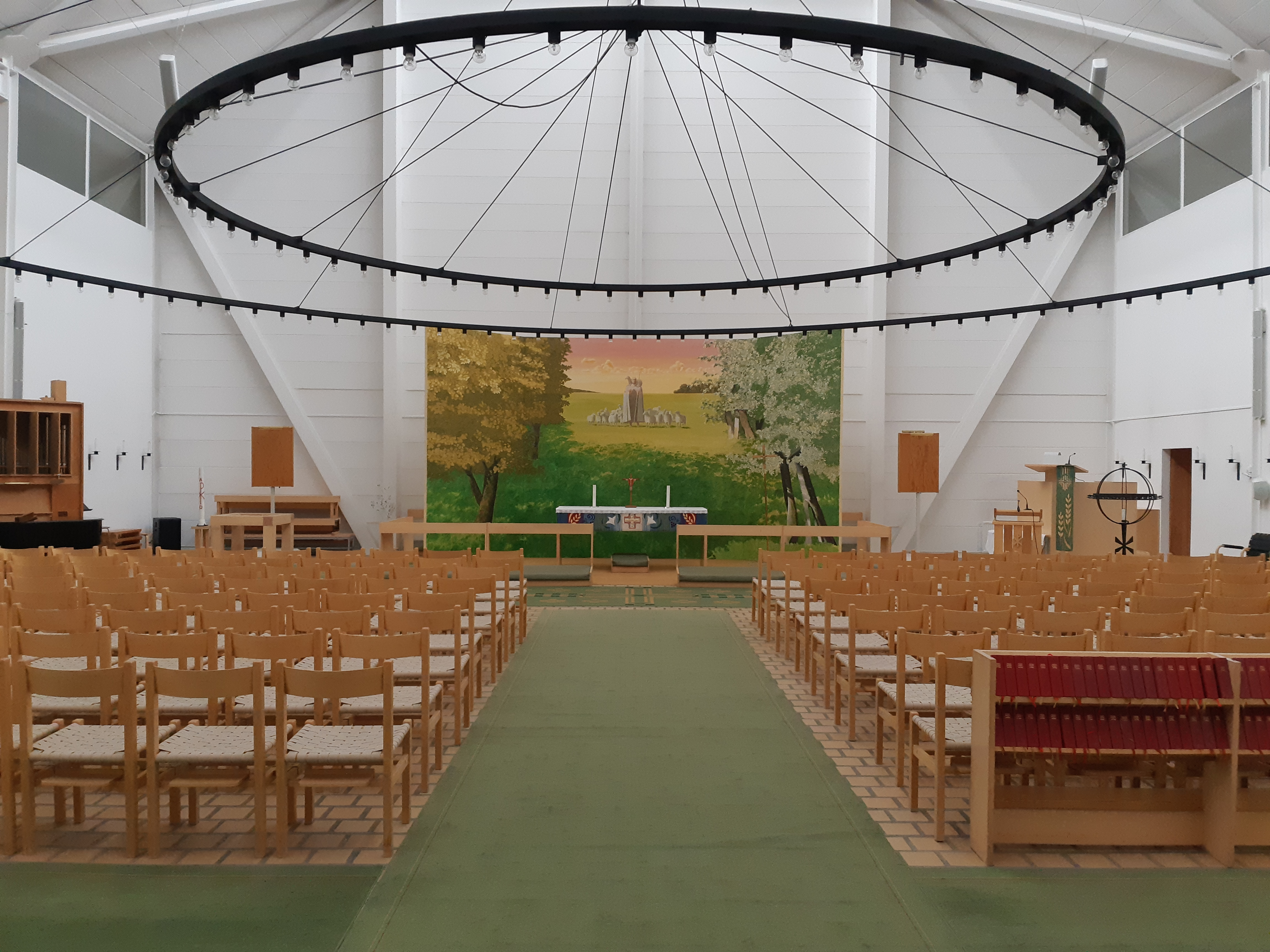
Interiör av Haparanda kyrka.

- Altare, dopfunt och predikstol av furu.
- Altartavla Den gode herden är utförd av Pär Andersson.
- Klockorna är tillverkade av Bergholtz klockgjuteri.
- På en av kyrkans pelare finns en minnestavla uppsatt av ingermanländare i Sverige som ett tack för flyktingmottagandet under åren 1944–1948.

### Orgel
Orgeln byggdes 1972 av Grönlunds Orgelbyggeri AB, Gammelstad.
| Man I. Huvudverk    | Man II. Bröstverk   | Pedal              | koppel |
| ------------------- | ------------------- | ------------------ | ------ |
| Principal 8′        | Gedackt 8′          | Subbas 16′         | II/I   |
| Rörflöjt 8′         | Principal 4′        | Oktava 8′          | II/P   |
| Oktava 4′           | Rörflöjt 4′         | Gedackt 8′         | I/P    |
| Spetsflöjt 4′       | Waldflöjt 2′        | Koppelflöjt 4′     |        |
| Kvinta 22⁄3′        | Kvinta 11⁄3′        | Rauschkvint 2 chor |        |
| Oktava 2            | Scharf 3 chor       | Fagott 16′         |        |
| Mixtur 3–4 chor     | Sesquialtera 2 chor | Skalmeja 4′        |        |
| Trumpet 8′ (spansk) | Krumhorn 8′         |                    |        |
|                     | Tremulant           |                    |        |